# Tu dors Nicole
Tu dors Nicole è un film del 2014 diretto da Stéphane Lafleur.

## Trama
Mentre i suoi genitori sono via, Nicole, 22 anni, si sta godendo un'estate tranquilla nella casa di famiglia con la sua migliore amica Véronique. Quando il fratello maggiore di Nicole si presenta con la sua band per registrare un album, l'amicizia delle ragazze viene messa alla prova. La loro vacanza prende una piega inaspettata, scandita da una ondata di caldo, cresce l'insonnia di Nicole e la corte persistente di un ragazzo di 10 anni.